# Серат Гренобльский
Серат (лат. Ceratus, фр. Cérat; 1-е тысячелетие, неизвестно — предп. 450, Ош) — епископ Гренобля, святой (день памяти — 6 июня).
Святой Серат был епископом галльского города Грацианополя (современный Гренобль). Он известен борьбой с арианством среди бургундов, за которую был изгнан из города. Серат скончался приблизительно в 452 году. Датой его смерти в «Римском мартирологе» названо 6 июня.
Серат Гренобльский был причислен к лику общекатолических святых 9 декабря 1903 года энцикликой папы римского Пия X. Мощи Серата находятся в монастыре в Симорре (Ошская архиепархия).